# ビリー・マーティン (ミュージシャン)
ビリー・マーティン（Billy Martin、1981年6月15日 - ）はアメリカ合衆国のミュージシャン。グッド・シャーロットのメンバー。